# Otto Gordziałkowski
Otto Gordziałkowski (* 16. November 1898 in Sankt Petersburg, Russisches Kaiserreich; † 28. Januar 1994 in Warschau) war ein polnischer Ruderer.

## Karriere
Otto Gordziałkowski gewann mit dem Vierer mit Steuermann und dem Achter des AZS Warszawa jeweils drei polnische Meistertitel. Zudem gewann er bei den Europameisterschaften 1927 in Como Bronze mit dem polnischen Achter. Bei den Olympischen Spielen 1928 in Amsterdam gehörte Gordziałkowski zur polnischen Besatzung, die in der Achter-Regatta im Viertelfinale ausschied. 
Otto Gordziałkowski wurde 1931 mit dem Verdienstkreuz der Republik Polen ausgezeichnet.